# سوزان وودسترا
سوزان وودسترا (انگلیسی: Susan Woodstra؛ زادهٔ ۲۱ مهٔ ۱۹۵۷) بازیکن والیبال اهل ایالات متحده آمریکا است.